# Iglesia Mundial del Poder de Dios
La Iglesia Mundial del Poder de Dios es una congregación cristiana neopentecostal fundada en la ciudad de Sorocaba, San Pablo, Brasil, en 3 de marzo de 1998 por Apóstol Valdemiro Santiago. 
Su sede, el Gran Templo de los Milagros, trabaja en el cobertizo de una antigua fábrica, que cuenta con 43 mil metros cuadrados de área de construcción, que se encuentra en la Rua Carneiro Leão, en barrio de Brás, San Pablo.

## Historia
Valdemiro Santiago, entonces obispo de la Iglesia Universal del Reino de Dios (IURD), hizo las reuniones de los fieles de la Iglesia en Sorocaba tenido programas religiosos y de la iglesia en la Red Record. Después de ser expulsado de la Iglesia Universal por problemas con obispo Macedo, Valdemiro fundó la Iglesia por todo el mundo. 
Gracias al trabajo de la radio y la televisión, tiene un fuerte apoyo, sobre todo entre los más populares y los estratos de bajos ingresos. 
En Portugal, como en otros países europeos, todos los templos de la Iglesia del Camino fueron trasladados a la Iglesia Mundial del Poder de Dios. Su líder, el pastor Ronaldo Didini ahora parte de los pastores de la caja IMPD y ocupa el cargo de director de programación del Canal 21.

## Medios de comunicación
Valdemiro Santiago publicó libros y CD, VHS y DVD, antes de su lanzamiento en otros medios de comunicación en 2008.

### Periódicos
La iglesia tiene un único periódico,  Fe Mundial, con una tirada mensual de 500.000 ejemplares mensuales.

### Revistas
La iglesia es propietaria de la revista "Avivamento Urgente" de circulación mensual.

### Radios
- Su parrilla de programación ha sido reformulado con mensajes y pastores de programas IMPD, y tiene la reproducción de audio de programas de televisión transmitido cada día directamente desde el Gran Templo de los Milagros.
- De 2010 a 2012, operaba una red de mini-radio, llamado "Be Thou una bendición" que en Sao Paulo, más precisamente en Jundiaí operado 98.1 FM. Esta red se ha deshecho poco a poco con la salida de las estaciones de Belo Horizonte, Peruibe, Sao Jose do Rio Preto y Curitiba.

## TV
La iglesia fue conocida en Brasil a partir de 2008, cuando el Grupo Bandeirantes alquiler de 22 horas de la Red 21, que generó polémica porque nunca hubo la concesión de un grupo de comunicación a una iglesia sólo para predicar el evangelio. 
La Asociación Mundial para la Asistencia Social (AMAS) es una organización benéfica vinculada a la iglesia, para la asistencia de niños y niñas de la calle y cuenta con el obispo como presidente Franciléia Oliveira. La organización cuenta con un equipo de profesionales voluntarios, como médicos, enfermeras, dentistas, profesores, abogados, peluqueros y otros profesionales y realiza constantes visitas a las regiones necesitadas, llevando comida, ropa y prendas de abrigo.

## Controversias

### Iglesia
El énfasis excesivo en las ofertas, los diezmos, la curación y las campañas de liberación espiritual, los milagros, la prosperidad financiera asociada a la práctica de la simonía, curación por la fe, la venta de amuletos ungidos, a cambio de bendiciones y prosperidad son las principales razones para la crítica relacionadas con IMPD debido a su carácter heterodoxa. La iglesia no tiene el instituto para la formación de los pastores, por lo que la iglesia funciona eliminando pastores de otras iglesias, ofreciendo mejores salarios y comisiones y la contratación de la escoria de los ministros despedidos y expulsados por mala conducta por otras iglesias.

### Disidencias
La "Igreja Mundial Renovada" es la primera disidencia de la Iglesia Mundial del Poder de Dios. El nombre "Mundial Renovada" es también una alusión a la iglesia universal. En abril de 2009, el obispo Robert Damasio desconectado de la iglesia. El 29 de mayo de 2010, abrió su propia iglesia, la Iglesia Mundial Renovada, hoy "Iglesia de la Fe Renovada".
El pastor Givanildo de Souza uno de los primeros fies de la iglesia en Sorocaba en 1998, salió de la iglesia en 2010. Afirmó que él salió de la iglesia por estar en desacuerdo con la iglesia para conseguir los diezmos, por lo general demasiado altos. En agosto de 2010, salió de la iglesia y en septiembre se fundó la Iglesia Misionera del Amor, con sede en Araçatuba, São Paulo.
En 2011 el obispo José Silva salió de la Iglesia Mundial para fundar el Iglesia Evangélica de Dios en Curitiba - PR, siguiendo la misma línea de su disidencia.

### Crisis financiera
En octubre de 2013, la iglesia pasa por una grave crisis financiera debería entre R$ 13 millones y 21 millones de reais para el Grupo Bandeirantes, perdiendo el contrato de 23 horas diarias de la Red 21 y tres horas de la madrugada de la programación. El espacio sería ocupado por la Iglesia Universal del Reino de Dios, de Edir Macedo.